# استوهگزامید
استوهگزامید (انگلیسی: Acetohexamide) دارویی است که برای درمان دیابت پایدار بزرگسالان استفاده می‌شود.

## موارد منع استعمال
مصرف این دارو در مواردی همچون دیابت‌های ناپایدار جوانان، دیابت وخیم، اسیدوز، ستوز، اغما، اعمال جراحی و همچنین در دوران بارداری ممنوع می‌باشد.

## عوارض جانبی
مقادیر نامتناسب ممکن است موجب هیپوگلیسمی طولانی و شدید گردد.

## ملاحظات
در کسانی که مبتلا به الکلیسم حاد یا نارسائی سورنال و هیپوفیز هستند و نیز افراد مسن باید با احتیاط مصرف شود.